# Hippolyte Lecomte
Pour les articles homonymes, voir Lecomte.

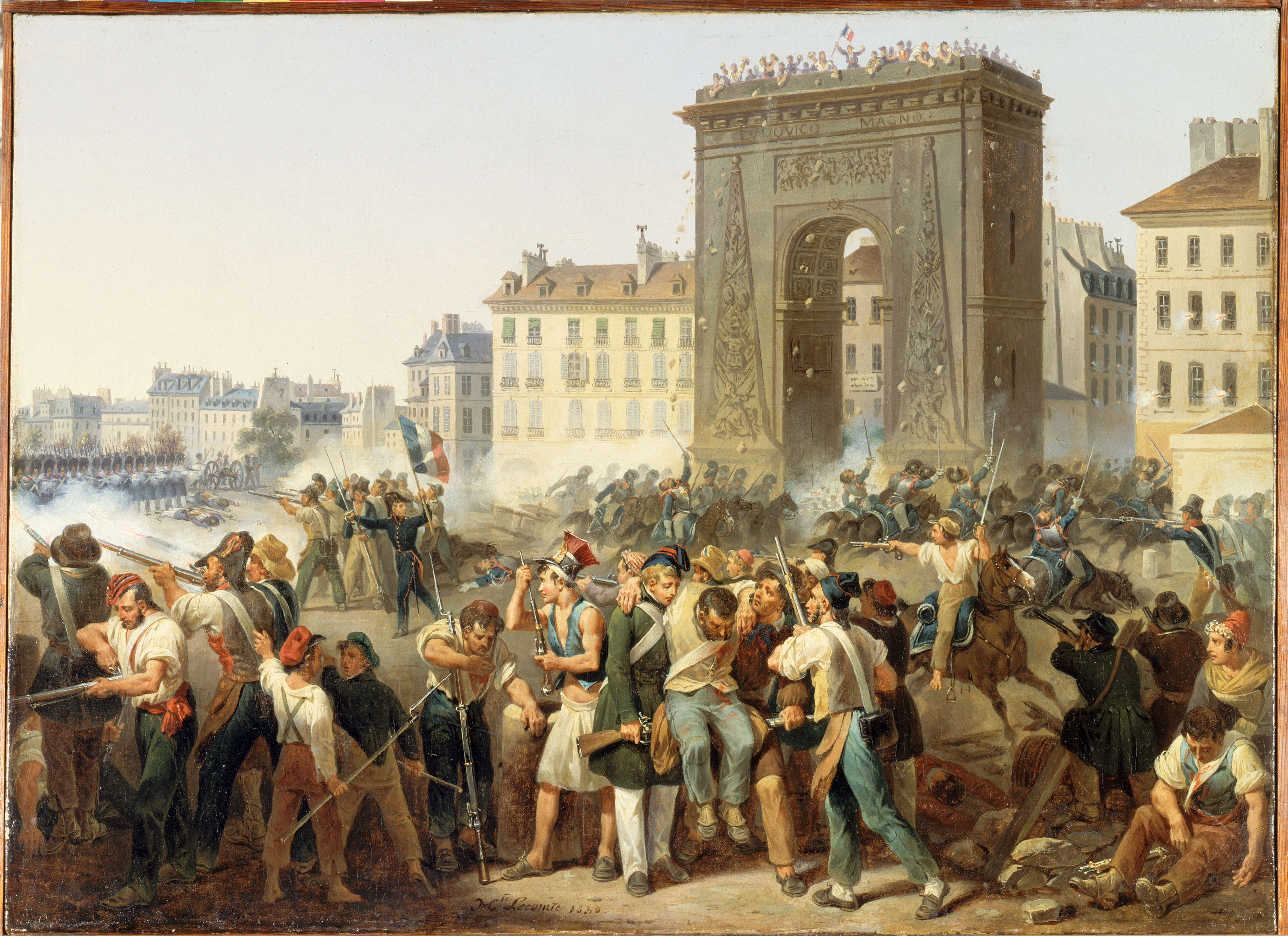
Combats de la porte Saint-Denis du 28 juillet 1830, musée Carnavalet.

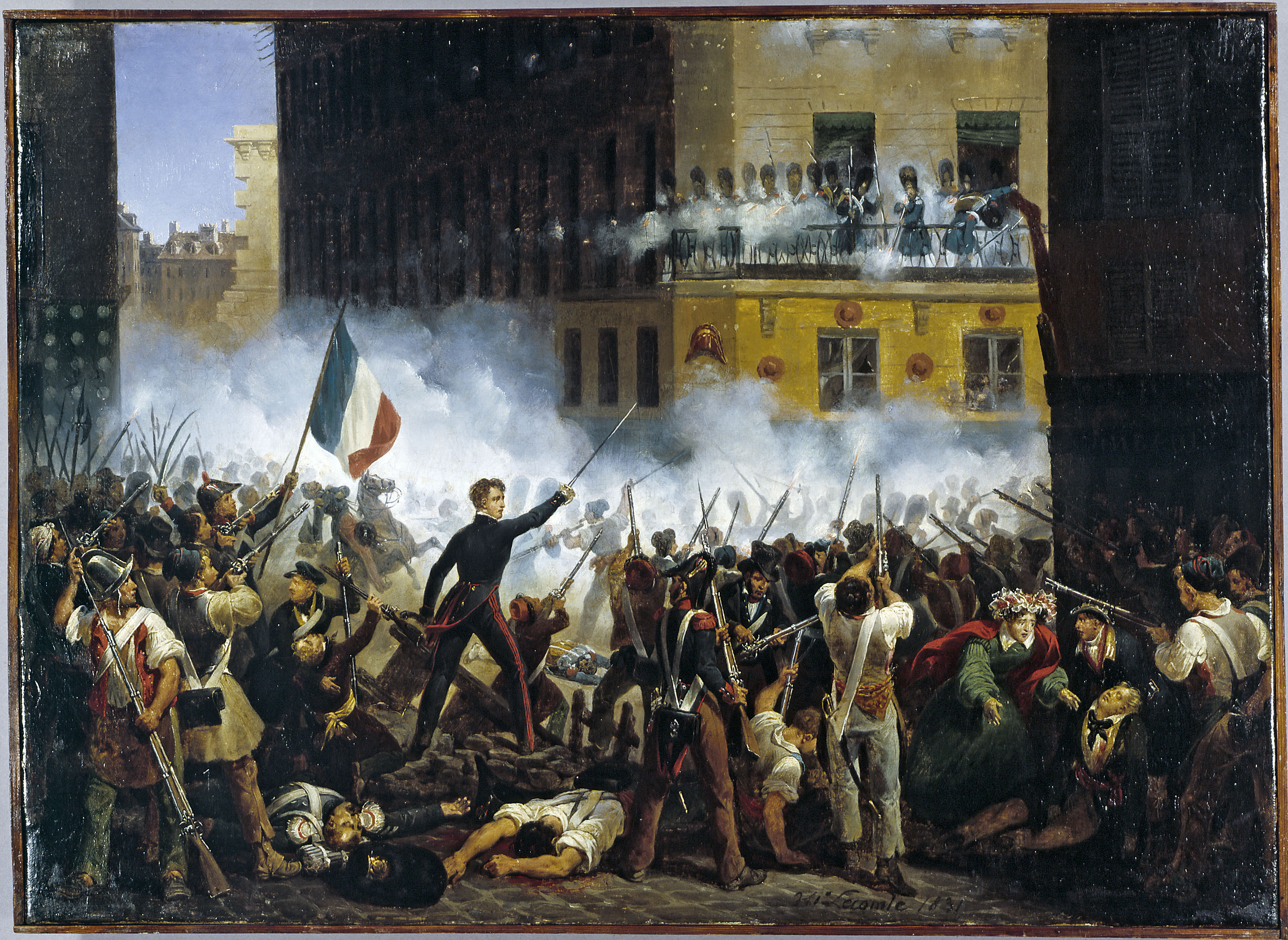
Combats de la rue de Rohan le 29 juillet 1830, où figure au centre Jean-Georges Farcy, musée Carnavalet.

Hippolyte Lecomte est un peintre d'histoire français né le 27 décembre 1781 à Puiseaux (Loiret) et mort le 25 juillet 1857 à Paris.

## Biographie
Il est le fils d'Hippolyte, seigneur des fiefs de Moncharville, de Montillet et autres, et de Françoise Amable Duché, originaires de Paris.
D'origine noble, il est l'élève de Jean-Baptiste Regnault et de Pierre-Antoine Mongin et épouse la fille de Carle Vernet. Il expose régulièrement au Salon de 1804 à 1847, et y obtient une médaille de 1re classe en 1808. Paysagiste et peintre d'histoire, Hippolyte Lecomte était également un lithographe apprécié. Il dessina aussi des costumes pour l'Opéra et l'Académie royale de musique.
Son fils Émile Vernet-Lecomte (1821-1900) devint un peintre orientaliste.
Il eut également Louis Gustave Hippolyte Lecomte (1813-1832), entré aux Beaux-Arts le 31 mars 1832, deux mois avant son décès, élève du peintre Léon Cogniet.

## Principales œuvres
- Napoléon Ier ( empereur des français ) se faisant présenter à Astorga des prisonniers anglais et ordonne de les traiter avec des soins particuliers, janvier 1809, 1810, Château de Versailles
- Reddition de Mantoue, le 2 février 1797 : le général Wurmser se rend au général Sérurier, Salon de 1812, Château de Versailles
- Épisode de la guerre d'Espagne en 1823, prise des retranchements de Sainte-Marguerite devant la Corogne, le 5 juillet 1823 (le général Bourke donnant ses ordres au général La RocheJaquelein qui s'opposent au général Quiroga), 1828, Château de Versailles
- Combat de Salo en Italie, 31 juillet 1796. Le général Guyeux assiégé, 1836, Château de Versailles, Château de Versailles
- Bataille de Hochstaedt sur le Danube remportée par les généraux Moreau et Lecourbe sur l'armée autrichienne, 19 juin 1800, 1838, Château de Versailles
- Combat de Mautern en Styrie, remporté par l'armée d'Italie commandée par le prince Eugène de Beauharnais, vice-roi d'Italie, sur les troupes autrichiennes du général Jellarich, 25 mai 1809, 1839, Château de Versailles
- Combat dans les gorges du Tyrol, mars 1797, Château de Versailles
- La bataille de Raab, 14 juin 1809, Château de Versailles
- La prise de Stralsund, 20 août 1807, Château de Versailles
- Le combat de Hollabrunn, 10 juillet 1809, Château de Versailles
- L'Attaque de la voiture de Madame Bonaparte sur les bords du Lac de Garde, 1806, Château de Versailles